# Dorfkirche Sallgast

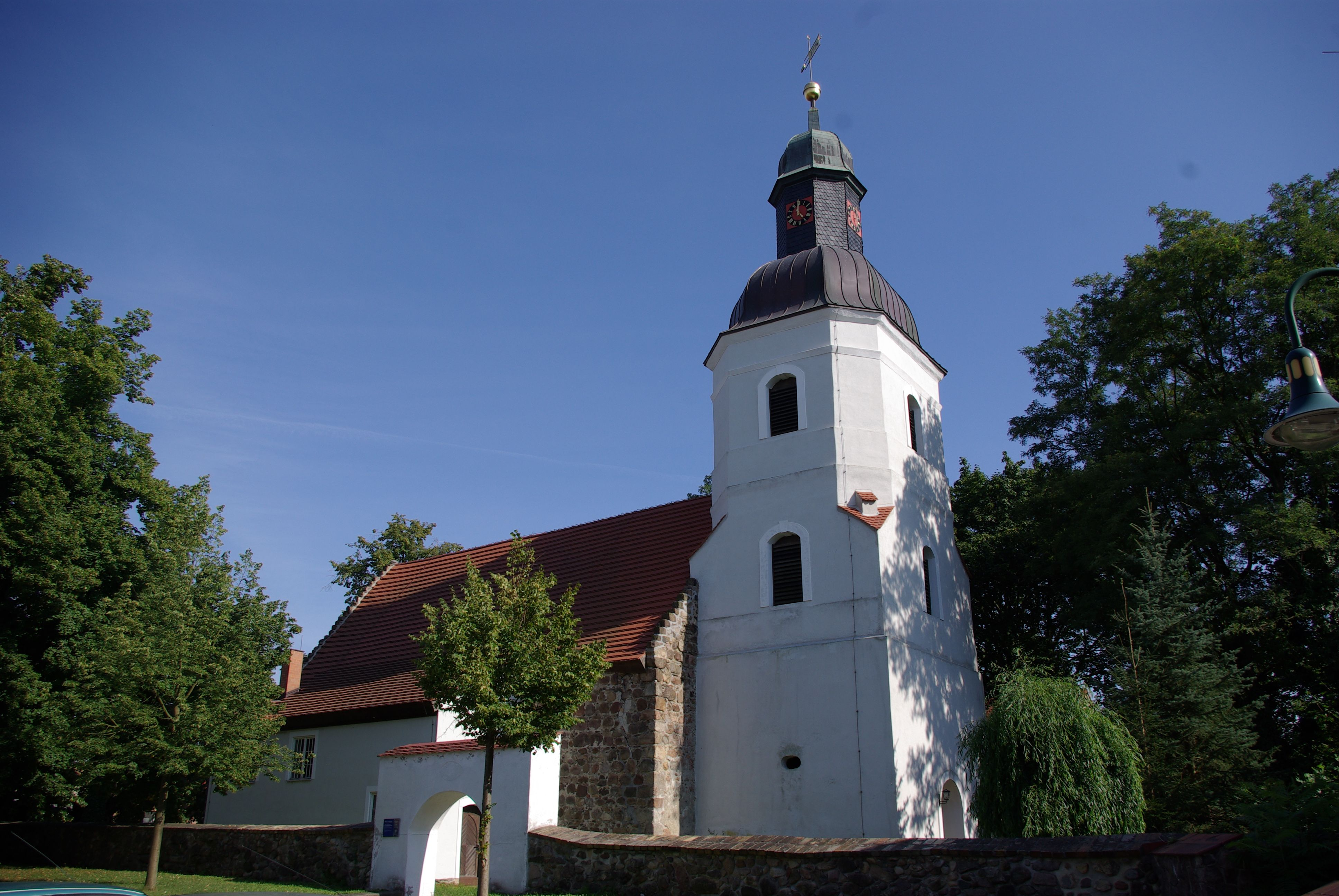
Dorfkirche Sallgast (2009)

Die Dorfkirche Sallgast ist das Kirchengebäude der evangelischen Kirchengemeinde Sallgast im Landkreis Elbe-Elster in Brandenburg und steht unter Denkmalschutz. Die Kirchengemeinde gehört zum Pfarrsprengel Göllnitz-Sallgast im Kirchenkreis Niederlausitz, der Teil der Evangelischen Kirche Berlin-Brandenburg-schlesische Oberlausitz ist.

## Architektur und Geschichte
Die Dorfkirche Sallgast wurde vermutlich Anfang des 14. Jahrhunderts als Feldsteinbau im frühgotischen Stil errichtet. Um 1774 wurde die Kirche im Stil des Barock umgebaut und erweitert. Dabei wurden der quadratische Westturm aus Backstein und eine Loge an der Nordseite mit einer westlich anschließenden Fachwerkvorhalle angebaut. Unterhalb der Loge liegt eine inzwischen vermauerte Gruft. Zeitgleich wurde die Kirche verputzt und die Fenster und Türen wurden mit Ausnahme des spitzbogigen Stufenportals an der Nordwand vergrößert. An der Südwand der Kirche liegt die tonnengewölbte Sakristei. In den Jahren 1998 und 1999 wurde die Dorfkirche Sallgast saniert.
Die Fenster der Kirche wurden bei der Barockisierung der Kirche korbbogig vergrößert, von der ursprünglichen Dreifenstergruppe in der Ostwand wurde das mittlere Fenster zugemauert, der Umriss ist noch zu erkennen. Der Turm hat ein achteckiges Oberteil mit Klangarkaden an den breiten Seiten und wird mit einer Schweifhaube abgeschlossen. Auf der Wetterfahne ist die Jahreszahl 1774 zu finden, die den Turmbau datiert. In der Kirche steht eine dreiseitige Empore aus dem 18. Jahrhundert, die Westempore hat eine vorschwingende Balusterbrüstung. Die Logenöffnungen wurden innen im Jahr 1987 verschlossen.
Der Altaraufsatz der Sallgaster Kirche wurde um 1678 möglicherweise von dem Tischlermeister Georg Wolschke gebaut. In der Predella befindet sich ein Abendmahlsgemälde, im Altarauszug ist der auferstehende Christus dargestellt. Das Altarbild wurde im 18. Jahrhundert durch einen barocken Kanzelkorb ersetzt und befindet sich heute an der Südwand. Das Taufbecken aus Sandstein hat eine achtseitige Kuppa und steht auf einem quadratischen Sockel. Das Becken wurde in der ersten Hälfte des 15. Jahrhunderts angefertigt. In der Kirche steht ein Grabmal für den 1724 verstorbenen Johann Ernst Benisch, drei weitere Grabsteine aus dem 18. Jahrhundert stehen in der Turmhalle. Die pneumatische Orgel wurde im Jahr 1903 von der Firma Schlag & Söhne gebaut; sie hat zwei Manuale und acht Register.

## Kirchengemeinde
Zur Kirchengemeinde Sallgast gehören neben dem Pfarrdorf Sallgast noch die Dörfer Henriette, Klingmühl, Poley und Zürchel. Bis 1945 gehörte die Kirchengemeinde zur Evangelischen Landeskirche der älteren Provinzen Preußens, durch deren Zerfall nach dem Zweiten Weltkrieg kam Sallgast zur Evangelischen Kirche in Berlin-Brandenburg. Die Kirchengemeinde war dort dem Kirchenkreis Finsterwalde unterstellt. Am 1. Januar 2004 schlossen sich die Evangelische Kirche in Berlin-Brandenburg und die Evangelische Kirche der schlesischen Oberlausitz zur Evangelischen Kirche Berlin-Brandenburg-schlesische Oberlausitz zusammen.
Am 1. September 2009 schlossen sich die Kirchengemeinden Dollenchen, Göllnitz, Lipten und Sallgast zum Pfarrsprengel Göllnitz-Sallgast zusammen. Der Kirchenkreis Finsterwalde wurde am 1. Januar 2010 aufgelöst und mit dem Kirchenkreis Lübben zum Kirchenkreis Niederlausitz vereinigt.